# بيتر مارك جاكوبسون
بيتر مارك جاكوبسون (بالإنجليزية: Peter Marc Jacobson)‏ هو منتج أفلام وكاتب سيناريو ومخرج وممثل أمريكي، ولد في 27 أكتوبر 1957 بنيويورك في الولايات المتحدة.

## أعمال

### مسلسلات
- المربية

## وصلات خارجية
- بيتر مارك جاكوبسون على موقع IMDb (الإنجليزية)
- بيتر مارك جاكوبسون على موقع ألو سيني (الفرنسية)
- بيتر مارك جاكوبسون على موقع أول موفي (الإنجليزية)
- بيتر مارك جاكوبسون على موقع قاعدة بيانات الأفلام السويدية (السويدية)
- بيتر مارك جاكوبسون على موقع قاعدة بيانات الفيلم (الإنجليزية)
- بيتر مارك جاكوبسون على موقع كينوبويسك (الروسية)